# بالوناستيرون
( الاسم الدولي غير مسجل الملكية، الاسم التجاري الوكسي) هو مضاد 5-HT3 يستخدم في الوقاية والعلاج من الغثيان والقيء الناجم عن العلاج الكيميائي (CINV).
يتم استخدامه للسيطرة على تأخر CINV - الغثيان والقيء وهناك بيانات أولية تشير إلى أنه قد يكون أكثر فعالية من جرانيسيترون.
يتم إعطاء بالوناستيرون عن طريق الوريد،  أو في شكل كبسولة واحدة عن طريق الفم.  لها مدة عمل أطول من مضادات 5-HT3 الأخرى.  تمت الموافقة على التركيبة الفموية في 22 أغسطس 2008 ، للوقاية من CINV الحاد وحده، حيث لم تظهر التجارب السريرية  أن الإعطاء الفموي أكثر فعالية من  الاستخدام في الوريد  CINV. و إنه مدرج في قائمة منظمة الصحة العالمية للأدوية الأساسية.

## الآثار الجانبية
الآثار الجانبية الأكثر شيوعًا هي الصداع الذي يحدث في 4-11٪ من المرضى والإمساك عند 6٪ من المرضى.  في أقل من 1٪ من المرضى، تحدث اضطرابات أخرى في الجهاز الهضمي، بالإضافة إلى الأرق، وانحصار الأذين البطيني من الدرجة الأولى والثانية، وآلام في العضلات وضيق في التنفس.  يعتبر بالوناستيرون جيد التحمل بالمثل مثل مضادات 5-HT3 الأخرى، وأقل قليلاً من الدواء الوهمي.

## التفاعلات الدوائية
لا يمنع بالوناستيرون أو يحفز إنزيمات الكبد السيتوكروم P450.  هناك تقارير حالة عن متلازمة السيروتونين عندما يتم الجمع بين الدواء مع مواد هرمون السيروتونين مثل مثبطات امتصاص السيروتونين الانتقائية (SSRIs) ومثبطات امتصاص السيروتونين - النوربينفرين (SNRIs) ، وهما نوعان شائعان من مضادات الاكتئاب.

## علم الأدوية
آلية العمل تحرير بالوناستيرون هو مضاد 5-HT3 ، والمعروف باسم سيترون.  تعمل هذه الأدوية عن طريق منع السيروتونين من الارتباط بمستقبل5-HT3.

## الحركات الدوائية
يتم امتصاص البالونوسترون المأخوذ عن طريق الفم جيدًا من القناة الهضمية وله توافر حيوي بنسبة 97 ٪.  يتم الوصول إلى أعلى مستويات بلازما الدم بعد 5.1 ± 1.7 ساعة، بغض النظر عن تناول الطعام، ويكون الارتباط ببروتين البلازما 62٪.  يتم التخلص من 40٪ من المادة دون تغيير، ويتم استقلاب 45-50٪ أخرى بواسطة إنزيم الكبد CYP2D6 وبدرجة أقل بواسطة CYP3A4 و CYP1A2.  المستقلبان الرئيسيان، N-oxide ومشتق الهيدروكسي، لهما أقل من 1٪ من التأثير المضاد للبالونوسترون وبالتالي فهي غير نشطة عمليًا.
يتم التخلص من بالوناستيرون ومستقلباته بشكل رئيسي ( 80-93 ٪) عن طريق الكلى.  كان نصف العمر البيولوجي في الأشخاص الأصحاء 37 ± 12 ساعة في دراسة، و 48 ± 19 ساعة في مرضى السرطان.  في 10٪ من المرضى، يكون عمر النصف أكثر من 100 ساعة. معظم السيترونات الأخرى المسوقة لها فترات نصف عمر في حدود حوالي ساعتين إلى 15 ساعة.

## الكيميائيات الدوائية
تكون مادة صلبة في درجة حرارة الغرفة وتذوب عند 87 إلى 88 درجة مئوية (189 إلى 190 درجة فهرنهايت). تحتوي الحقن والكبسولات على هيدروكلوريد بالوناستيرون وهو أيضًا مادة صلبة.هيدروكلوريد قابل للذوبان في الماء بسهولة، قابل للذوبان في البروبيلين غليكول، وقابل للذوبان بشكل طفيف في الإيثانول وكحول الأيزوبروبيل.
يحتوي الجزيء على ذرتين غير متماثلتين من الكربون.  يتم استخدامه في شكل الأيزومر النقي (S ، S).